# Velloreille-lès-Choye
Velloreille-lès-Choye ist eine Gemeinde im französischen Département Haute-Saône in der Region Bourgogne-Franche-Comté.

## Geographie
Velloreille-lès-Choye liegt auf einer Höhe von 220 m über dem Meeresspiegel, zwölf Kilometer ostsüdöstlich von Gray und etwa 28 Kilometer nordwestlich der Stadt Besançon (Luftlinie). Das Dorf erstreckt sich im Südwesten des Départements, im Becken der Saône, nordwestlich der Höhen der Monts de Gy.
Die Fläche des 6,18 km² großen Gemeindegebiets umfasst einen Abschnitt der leicht gewellten Landschaft südöstlich der Saône. Das überwiegend flache Areal, das durchschnittlich auf 230 m liegt, ist aus Sedimenten aufgebaut, die aus dem Tertiär und der Kreidezeit stammen. Entwässert wird das Gebiet zur Colombine, einem linken Zufluss der Morte. Die fruchtbaren Böden werden vorwiegend landwirtschaftlich genutzt. Nach Westen erstreckt sich der Gemeindeboden in die Waldung des Bois de Grilley und bis in die Niederung der Tenise. Mit 264 m wird auf der Anhöhe des Mont de Velloreille südlich des Dorfes die höchste Erhebung von Velloreille-lès-Choye erreicht.
Nachbargemeinden von Velloreille-lès-Choye sind Colombine im Norden und Osten, Cugney im Süden sowie Onay und Velesmes-Échevanne im Westen.

## Geschichte
Im Mittelalter gehörte Velloreille zur Freigrafschaft Burgund und darin zum Gebiet des Bailliage d’Amont. Die lokale Herrschaft hatten die Herren von Saint-Loup inne. Im 16. Jahrhundert bildete Velloreille vorübergehend eine eigenständige Herrschaft. Zusammen mit der Franche-Comté gelangte das Dorf mit dem Frieden von Nimwegen 1678 definitiv an Frankreich. Heute ist Velloreille-lès-Choye Mitglied des 20 Ortschaften umfassenden Gemeindeverbandes Communauté de communes des Monts de Gy.

## Sehenswürdigkeiten
Die Dorfkirche von Velloreille-lès-Choye wurde im 19. Jahrhundert im Stil der Neugotik erbaut. Sie beherbergt eine Madonnenstatue aus dem 18. Jahrhundert sowie weitere Statuen aus dem 17. Jahrhundert.

## Bevölkerung
| Jahr                       | 1962 | 1968 | 1975 | 1982 | 1990 | 1999 |
| Einwohner                  | 67   | 64   | 51   | 55   | 45   | 51   |
| Quellen: Cassini und INSEE |      |      |      |      |      |      |

Mit 81 Einwohnern (1. Januar 2022) gehört Velloreille-lès-Choye zu den kleinsten Gemeinden des Département Haute-Saône. Nachdem die Einwohnerzahl in der ersten Hälfte des 20. Jahrhunderts deutlich abgenommen hatte (1886 wurden noch 162 Personen gezählt), wurden seit Beginn der 1990er Jahre wieder ein leichtes Bevölkerungswachstum verzeichnet.

## Wirtschaft und Infrastruktur
Velloreille-lès-Choye war bis weit ins 20. Jahrhundert hinein ein vorwiegend durch die Landwirtschaft (Ackerbau, Obstbau und Viehzucht) und die Forstwirtschaft geprägtes Dorf. Außerhalb des primären Sektors gibt es nur wenige Arbeitsplätze im Dorf. Einige Erwerbstätige sind auch Wegpendler, die in den größeren Ortschaften der Umgebung ihrer Arbeit nachgehen.
Der Ort liegt abseits der größeren Durchgangsachsen, ist aber von der Hauptstraße D474, die von Gray nach Vesoul führt, leicht erreichbar. Weitere Straßenverbindungen bestehen mit Choye und Cugney.